# Quintus Sosius Senecio
Quintus Sosius Senecio († um 110) war ein Politiker und Feldherr der römischen Kaiserzeit.
Senecio war ein Freund des späteren Kaisers Hadrian, des jüngeren Plinius und Plutarchs, den er als Prokonsul von Achaia kennengelernt hatte und der ihm seine Parallelviten widmete. Er war mit Iulia Frontina verheiratet – einer Tochter des Schriftstellers und Senators Frontinus – und diente als Kommandeur unter Kaiser Trajan. 99 bekleidete er gemeinsam mit Aulus Cornelius Palma Frontonianus das ordentliche Konsulat, 105/106 kämpfte er wohl in Trajans zweitem Dakerkrieg und erhielt die ornamenta triumphalia. 107 war er zusammen mit Lucius Licinius Sura, einem engen Freund des Kaisers, zum zweiten Mal Konsul. Seine Tochter Sosia Polla heiratete den einflussreichen Offizier und Politiker Quintus Pompeius Falco.